# Епархия Аньго
Епархия Аньго (лат. Dioecesis Ngancuovensis, кит. 中文: 安 国) — епархия Римско-Католической Церкви в уезде Аньго, провинция Хэбэй, Китай. Епархия Аньго входит в пекинскую архиепархию.

## История
15 апреля 1924 года Римский папа Пий XI издал бреве Ex hac sublimi, которым учредил апостольскую префектуру Лисяня, выделив её из апостольского викариата Центрального Чжили (сегодня — Епархия Баодина) и апостольского викариата Юго-Западного Чжили (сегодня — Епархия Чжэндина).
13 июля 1929 года Римский папа Пий XI издал бреве Edocet Nos dello stesso, которым преобразовал апостольскую префектуру Лисяня в апостольский викариат Аньго.
11 апреля 1946 года Римский папа Пий XII издал буллу Quotidie Nos, которым преобразовал апостольский викариат Аньго в епархию, входящую в митрополию Пекина.
После образования в 1949 году Китайской Народной Республики деятельность епархии Аньго была запрещена китайским правительством, а её территория согласно указу китайских светских властей была объединена с епархией Баодина Китайской патриотической церкви. Святой Престол отказался признать решение китайских властей. Кафедра канонической епархии Аньго оставалась вакантной до 1988 года, когда Святой Престол назначил епископом Стефана Лю Дифэня, который был арестован в 1990 году и умер в 1992 году при невыясненных обстоятельствах.

## Ординарии епархии
- 24.6.1926 — 1937: епископ Мельхиор Сунь Дэчжэнь, апостольский викарий апостольского викариата Аньго.
- 1.7.1937 — 11.4.1946: епископ Иоанн Креститель Ван Чжэнъи, апостольский викарий Апостольского викариата Аньго.
- 11.04.1946 — 21.02.1951: епископ Иоанн Креститель Ван Чжэнъи, ординарий епархии Аньго.
- 1951—1988 — кафедра была вакантна.
- 1988—1992: епископ Стефан Лю Дифэнь, ординарий епархии Аньго.
- 1992 — н. в. — кафедра вакантна.

## Источник
- Annuario Pontificio, Libreria Editrice Vaticana, Città del Vaticano, 2007, ISBN 88-209-7422-3
- Бреве Ex hac sublimi, AAS 16 (1924), стр. 267  (лат.)
- Бреве Edocet Nos, AAS 22 (1930), стр. 124  (лат.)
- Булла Quotidie Nos, AAS 38 (1946), стр. 301  (лат.)